# Cerrillos (Argentyna)
Cerrillos – miasto w Argentynie, w prowincji Salta. Stolica departamentu o tej samej nazwie. Według danych na rok 2022 liczyło 9 500 mieszkańców.